# Carlo Wieth
Carlo Wieth (né le 11 décembre 1885 à Copenhague et mort le 30 juin 1943  au Danemark) est un acteur danois.

## Biographie
Il a été l'époux de l'actrice Clara Pontoppidan de 1906, jusqu'à leur divorce en 1917.

## Filmographie partielle
- 1911 : Mormonens offer, d'August Blom
- 1913 : Pendant la peste (Mens Pesten raser), de Holger-Madsen
- 1914 : Les cœurs se rencontrèrent (Hjärtan som mötas) de Victor Sjöström
- 1914 : Le Chambellan (Kammarjunkaren) de John Ekman
- 1915 : Sonad skuld de Victor Sjöström
- 1914 : La Tour rouge (Det röda tornet) de Mauritz Stiller
- 1920 : Pages arrachées au livre de Satan (Blade af Satans bog), de Carl Theodor Dreyer